# Orthemis harpago
Orthemis harpago – gatunek ważki z rodziny ważkowatych (Libellulidae).